# Mollisia cinereo-olivascens
Mollisia cinereo-olivascens är en svampart som beskrevs av Le Gal & F. Mangenot 1961. Mollisia cinereo-olivascens ingår i släktet Mollisia och familjen Dermateaceae.   Inga underarter finns listade i Catalogue of Life.